# Johan Doeleman
Johan Doeleman (Hoorn, 25 oktober 1880 — Soest, 4 mei 1957) was een Nederlands kunstschilder en graficus.

## Leven en werk
Doeleman werd in 1880 in Hoorn geboren als zoon van de gevangenisbewaarder Johannes Jacobus Doeleman en Neeltje van der Jagt. Hij werd opgeleid tot onderwijzer. Op 15 augustus 1912 trouwde hij te Amsterdam met Maria Elizabeth Heins. Daarna vestigden zij zich in Tiel, waar Doeleman een betrekking kreeg aan de ambachtsschool. Het gezin woonde in Tiel aan de Burgemeester Bunhoflaan 32. 
Doeleman maakte vooral stillevens en houtsnedes. Hij was lid van de Tielse Kunstvereniging. Hij stond bekend als een zwaarmoedig man, maar ook om zijn prachtige tenorstem. Werk van Doeleman bevindt zich in de collectie van het Flipje & Streekmuseum te Tiel.